# Marathon Petroleum
Marathon Petroleum Corporation est une entreprise basée aux États-Unis, à Findlay (Ohio). Ses activités sont le raffinage, le transport et la vente du pétrole.

## Histoire
En 2011, Marathon Oil scinde une large partie de ses activités dans Marathon Petroleum qui regroupe ses actifs dans le raffinage, le transport et la distribution d'essence, Marathon Oil ne gardant que les activités d'explorations et de production pétrolière,.
En mai 2014, Marathon Petroleum acquiert l'activité transport et vente de pétrole de Hess Corporation pour 2,87 milliards de dollars.
En juillet 2015, Marathon Petroleum acquiert l'entreprise de gaz naturel MarkWest Energy pour 15,63 milliards de dollars.
En avril 2018, Marathon Petroleum annonce l'acquisition d'Andeavor, anciennement connu sous le nom de Tesoro, pour 23 milliards de dollars, devenant par cette opération, l'un des principaux raffineurs des États-Unis, en acquérant des infrastructures pétrolières importantes dans l'Ouest des États-Unis alors qu'il est massivement présent uniquement dans l'Est. Par ailleurs, par cette opération, Marathon va devenir la 6ème plus grande compagnie pétrolière au monde.
En août 2020, 7-Eleven annonce l'acquisition des activités de stations services de Marathon Petroleum pour 21 milliards de dollars. Après cette opération qui comprend 3 900 stations services sous la marque Speedway, 7-Eleven possède près de 14 000 stations services.

## Activité
Détentrice de 13 raffineries sur le sol américain, la capacité totale de raffinage de Marathon Petroleum est de 2,9 millions de barils par jour, ce qui en fait le premier raffineur des États-Unis. 
| Nom                          | Capacité de production (barils par jour) | État           |
| ---------------------------- | ---------------------------------------- | -------------- |
| Raffinerie d'Anacortes       | 119 000                                  | Washington     |
| Raffinerie de Canton         | 100 000                                  | Ohio           |
| Raffinerie de Catlettsburg   | 291 000                                  | Kentucky       |
| Raffinerie de Détroit        | 140 000                                  | Michigan       |
| Raffinerie d'El Paso         | 133 000                                  | Texas          |
| Raffinerie de Galveston Bay  | 593 000                                  | Texas          |
| Raffinerie de Garyville      | 596 000                                  | Louisiane      |
| Raffinerie de Kenai          | 68 000                                   | Alaska         |
| Raffinerie de Los Angeles    | 363 000                                  | Californie     |
| Raffinerie de Mandan         | 71 000                                   | Dakota du Nord |
| Raffinerie de Robinson       | 253 000                                  | Illinois       |
| Raffinerie de Salt Lake City | 66 000                                   | Utah           |
| Raffinerie de St. Paul Park  | 105 000                                  | Minnesota      |